# الفصيل (المسيمير)

تعديل مصدري - تعديل

الفصيل هي إحدى قرى عزلة المسيمير بمديرية المسيمير التابعة لمحافظة لحج، بلغ تعداد سكانها 343 نسمة حسب تعداد اليمن لعام 2004.